# Aditivo de carbono

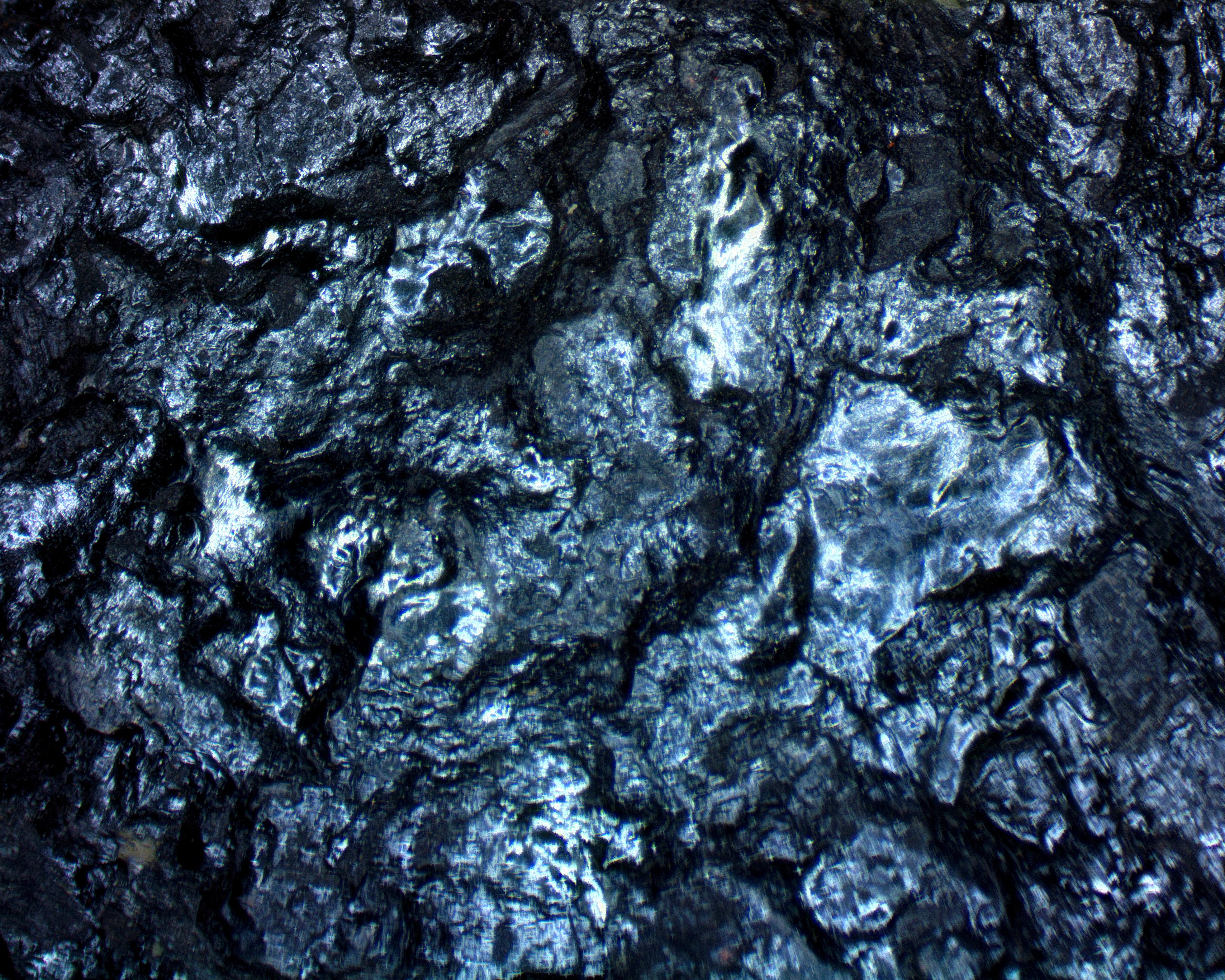
Muestra de carbón bituminoso

El aditivo de carbono es un producto que se agrega al acero fundido con el fin de incrementar el porcentaje de carbono en el metal hasta la proporción deseada. Los productos que se utilizan con este propósito son el coque de petróleo calcinado, grafito procedente del coque de petróleo, antracita calcinada, antracita calcinada eléctricamente y grafito natural.
Para la industria siderúrgica, el aditivo de carbono más adecuado es el coque de petróleo calcinado, con un porcentaje de carbón fijo de al menos el 98,5%. El azufre en el coque de petróleo calcinado es un elemento crucial, ya que el azufre afecta la calidad del acero. Cuanto menor sea el contenido de azufre, mejor será la calidad del coque de petróleo calcinado. El noreste de China es la única fuente de coque de petróleo en el mundo con un bajo contenido de azufre (≤ 0,5). Los aditivos de carbono de elevada pureza han sido el origen de muchas empresas comerciales y fábricas metalúrgicas.
El carbonitruro de vanadio es un aditivo de carbono que incluye un 83-86% de vanadio, un 10,5-13% de carbono y un 2-3% de hierro, empleado en la producción de aceros al vanadio.